# Hải long lá
Hải long lá, hay cá rồng biển thân lá (danh pháp khoa học: Phycodurus eques) là một loài cá thuộc họ Cá chìa vôi. Nó là loài duy nhất trong chi Phycodurus. Nó được tìm thấy dọc theo bờ nam và tây biển Australia. Tên gọi xuất phát từ hình dạng của nó giống chiếc lá, chúng dùng để ngụy trang. Trong tiếng Anh tên thông dụng của nó là "leafies", nó là loài vật biển biểu tượng của bang Nam Úc và là trung tâm của bảo tàng biển.
Hải long lá dùng cái miệng dài nhỏ để hút con mồi vào trong. Thức ăn ưa thích của chúng thường là các loài không xương sống nhỏ sống quanh quẩn bên những đám tảo bẹ ở biển. Thân hình giống chiếc lá giúp chúng ngụy trang giỏi nên cá dữ khó mà biết để ăn thịt được. Khi cần tự vệ hay tấn công, chúng co người lại rồi chĩa những cái gai trên mình ra. Loài này có thể đứng yên một chỗ lâu đến 68 giờ liền.

## Hình ảnh

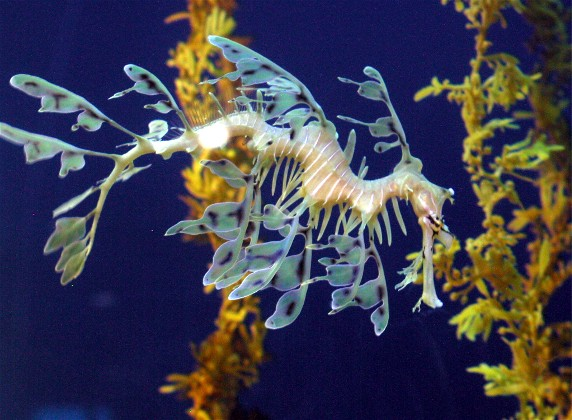
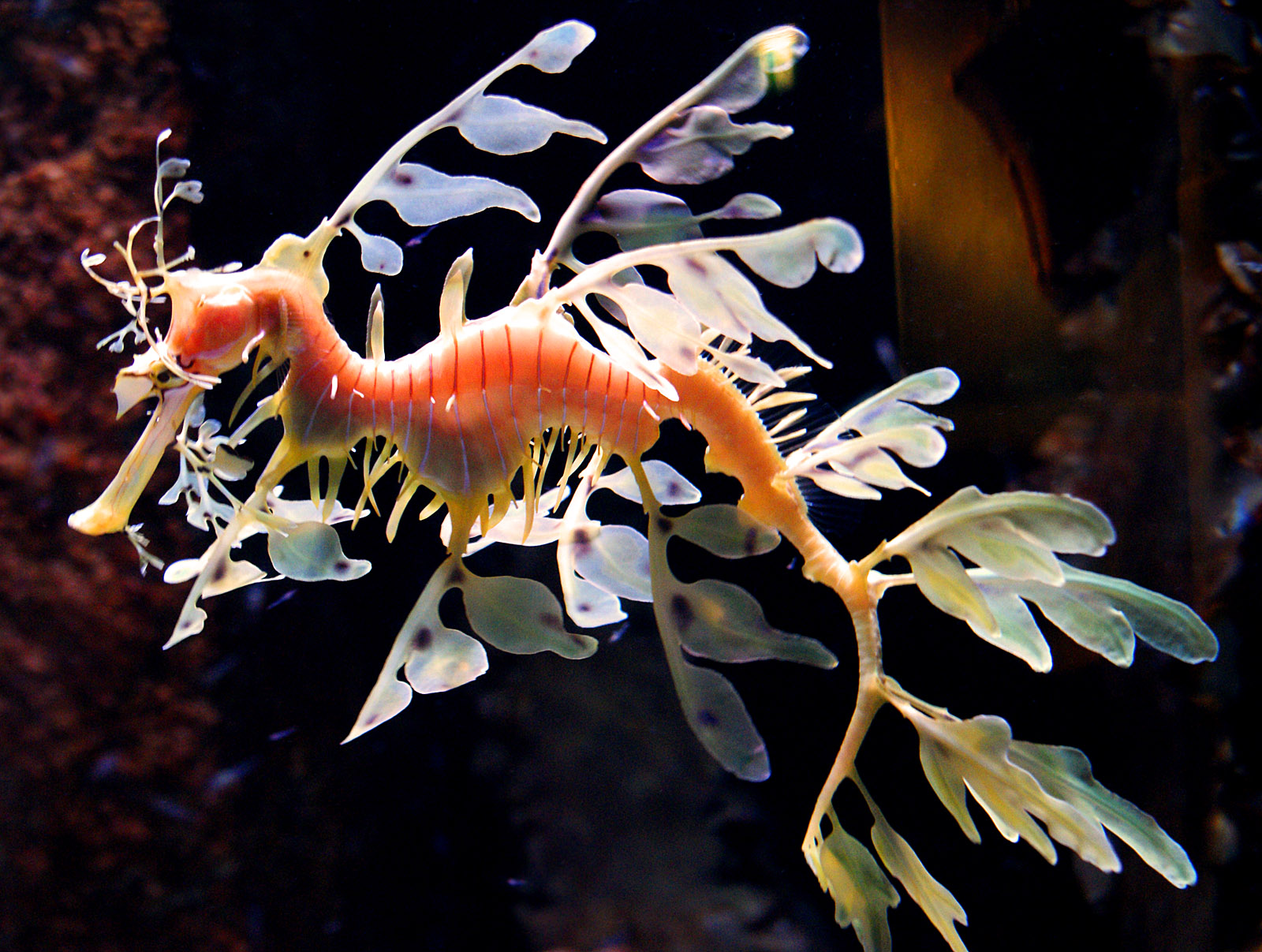
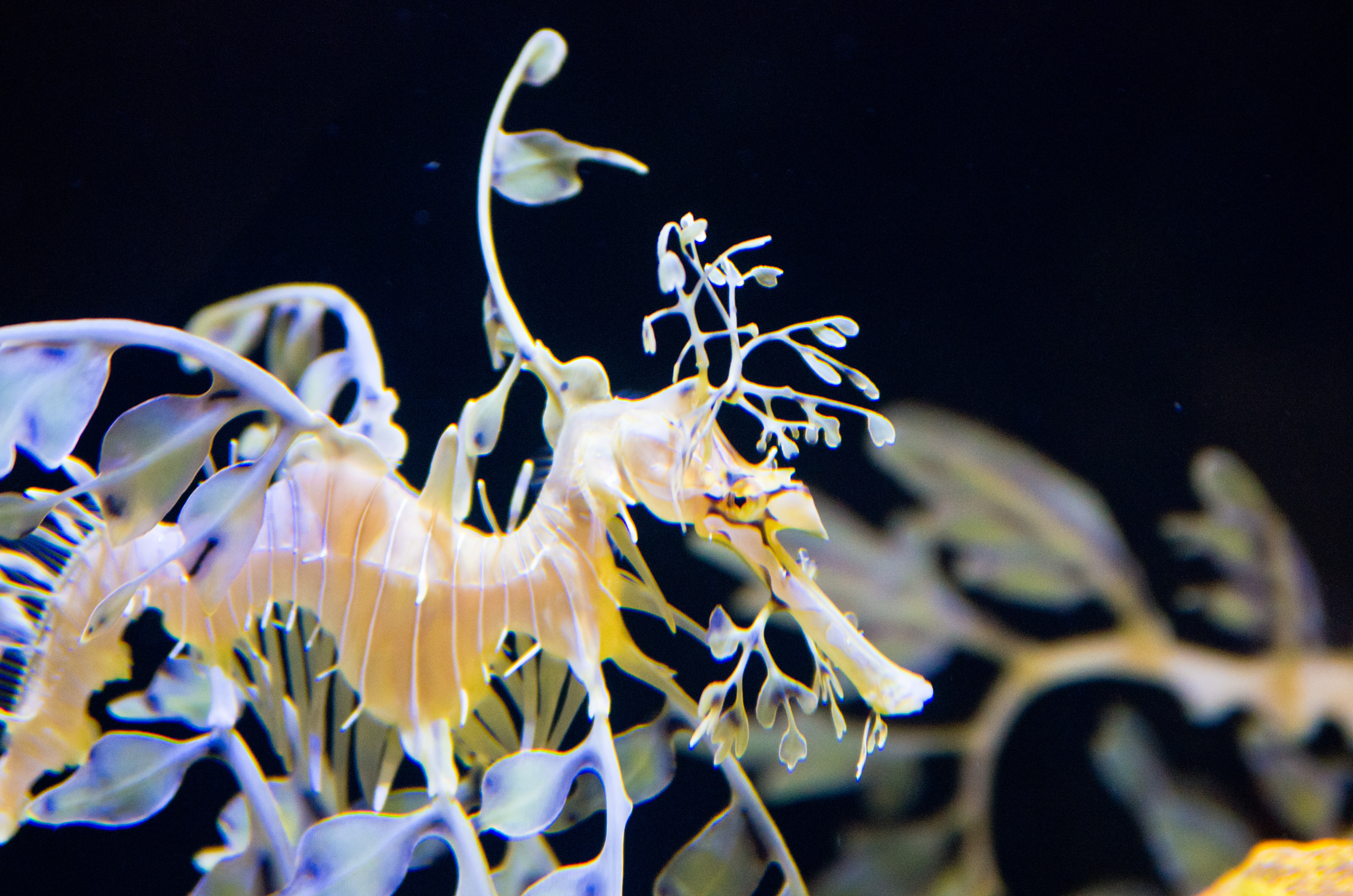
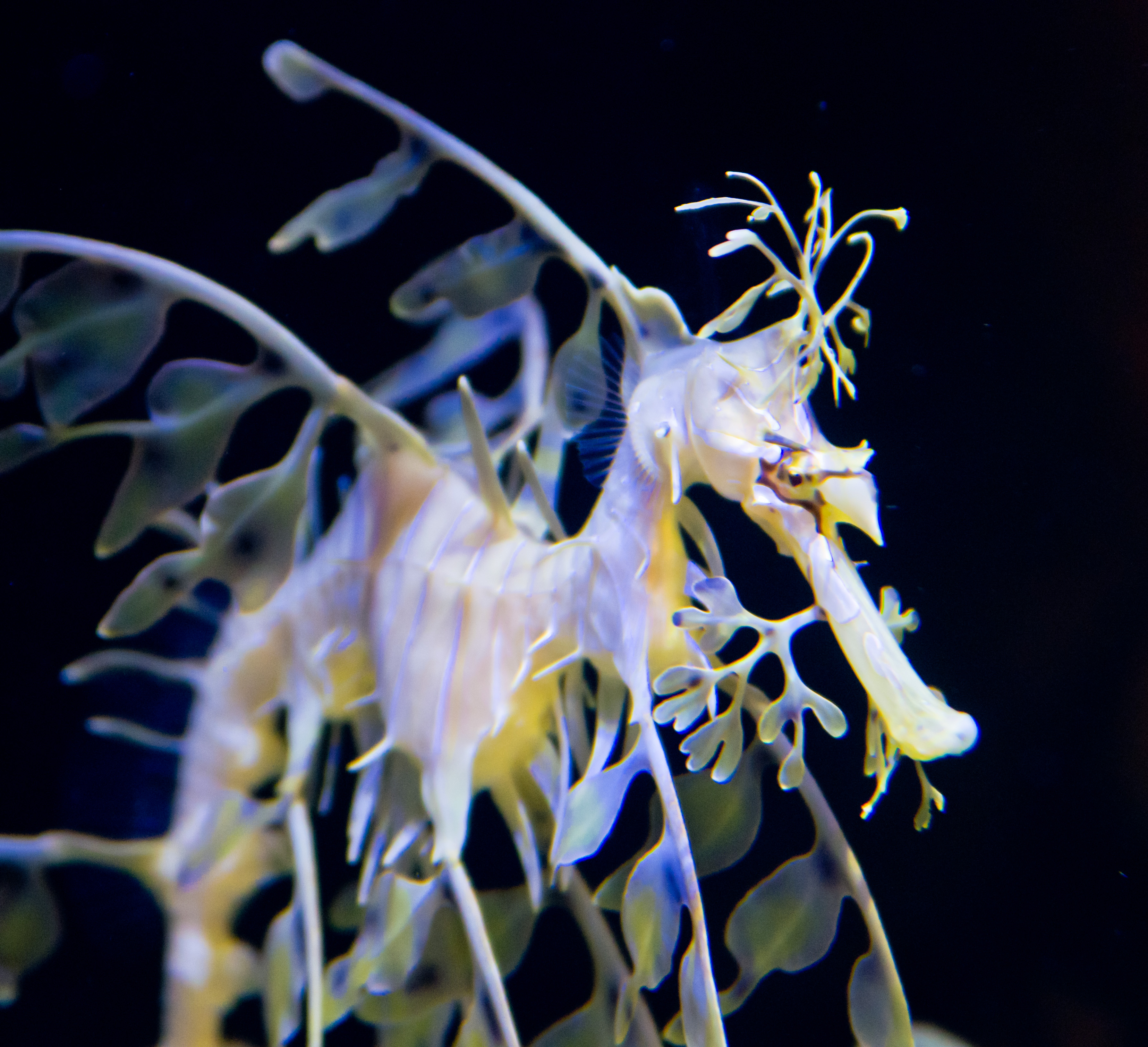